# Jaime Ordóñez
Jaime Ordóñez (Málaga, 19 de agosto de 1971) es un actor español.
Famoso por participar como actor de reparto en Aquí no hay quien viva, por ser colaborador en los programas de José Mota y por ser actor habitual desde 2013 en las películas de Álex de la Iglesia.

## Inicios en televisión
Se da a conocer inicialmente a través de sus actuaciones en la serie española Aquí no hay quien viva en la que interpretaba un personaje polifacético de aspecto serio y marcial, que se caracterizaba por su extraordinaria rapidez en la forma de hablar y sus peculiares movimientos con las manos (en referencia al lenguaje gestual empleado en combate por los marines). 
Sus actuaciones más loables en Aquí no hay quien viva fueron:
- Exterminador de plagas
- Inspector contra las sectas
- Trabajador en una perrera municipal
- Jefe de seguridad
- Dependiente en una tienda de espionaje
- Trabajador encargado de colocar sistemas de alarma en las casas
- Instalador de duchas con hidromasaje
- Instalador de internet
- Trabajador de laboratorio
- Instalador de puertas acorazadas
- Experto en termitas

Para la misma productora, actúa en la sexta temporada de la serie La que se avecina dando vida al personaje de un reivindicativo y vehemente "indignado".
Posteriormente también ha alcanzó notoriedad junto al cómico José Mota en su programa La hora de José Mota de TVE (temporadas 2009-2012), así como en los especiales de Fin de Año de Pulp Fiction (2010) y Seven (2011). También en La noche de José Mota en su paso a Tele5 (temporada 2012-2013). Volvió a participar con Mota en su vuelta a Televisión Española entre 2014-2018 en su programa José Mota presenta...y El Acabose
En La hora de José Mota ha imitado a:
- Kevin Spacey / John Doe, el psicópata de Seven en el especial de fin de año 2012.
- John Travolta / Vincent Vega, el estrafalario y drogadicto asesino a sueldo de Pulp Fiction.
- Luis Tosar / Malamadre, el preso que lidera el motín en la parodia que hicieron de Celda 211.
- Christopher Lloyd / Doc Brown, el estrambótico científico de Regreso al futuro.
- Robert De Niro / Neil McCauley, en la parodia que hicieron de la mítica escena en la cafetería entre Al Pacino y el propio De Niro en la película Heat.
- Charlton Heston / El Cid y Judá Ben-Hur. Imitó al épico actor en las parodias de dos de su películas más emblemáticas.
- Jesús Hermida, el popular periodista de televisión en el sketch donde retransmite "La llegada del hombre a fin de mes" (en clara referencia a su famosa retransmisión de la llegada del hombre a la Luna).
- José María Íñigo, en el sketch que revisionaba de manera cómica el programa que presentaba el conocido periodista: Directisímo y la ya legendaria secuencia con el mentalista Uri Geller.

## Filmografía
Recientemente, en abril de 2023, Ordóñez finalizó el rodaje de la película de terror "Anatema", el debut en la dirección de Jimina Sabadú. La película forma parte del sello A Fear Collection de Pokeepsie Films. En ella el actor da vida a un exorcista. La película se estrena el 8 de noviembre de 2024.
A finales de 2020, participó en su primera producción americana: la película “The Unbearable Weight of Massive Talent” (“El insoportable peso del talento descomunal”) de Tom Gormican En ella pudo compartir escena con Nicolas Cage.
En el 2021 rodó su cuarta colaboración con el director Álex de la Iglesia en la película "El cuarto pasajero", una road movie en clave de comedia donde interpreta a un guardia civil. La película se estrenó en 2023.
Sus colaboraciones con el director vasco comienzan en el 2013, cuando lo incorpora, con un papel destacado, al elenco de la galardonada película Las brujas de Zugarramurdi (2013), que se lleva 8 Goyas de la Academia y el Fotogramas de Plata a la mejor película, premio votado por el público. Además la cinta se convierte en la película española más taquillera de ese año. En ella, Jaime Ordóñez, interpreta el papel de Manuel, un taxista aficionado a lo paranormal, que es secuestrado por José (Hugo Silva) y Tony (Mario Casas), dos atracadores que huyen a Francia. Por este trabajo, su primer protagónico en cine, el actor recibió muy buenas críticas.
Después volvió a colaborar con el director bilbaíno en la comedia Mi gran noche (2015) donde da vida a un psicofan obsesionado con el ídolo de la canción Alphonso, interpretado por Raphael.
La historia transcurre durante la grabación de un especial de fin de año. Ordóñez también interpreta -con su voz- el número musical que da título a la película. Su imitación de Alphonso/Raphael cantando "Mi gran noche", fue elegida por la revista Fotogramas como el mejor momento musical del año.
En 2017 se estrenó El bar de Álex de la Iglesia, donde el director le confía el personaje del mendigo alcohólico, desequilibrado y devoto de las citas bíblicas. Este personaje le exigió una profunda transformación física. La película inauguró el XX Festival de Cine de Málaga, donde se le otorgó la Biznaga de Plata al mejor actor en la Málaga Cinema. Y tuvo unas magníficas críticas por su trabajo actoral. Por esta interpretación fue nominado a los Premios Feroz y a los Premios ASECAN del cine andaluz. 

### Cine
- Anatema de Jimina Sabadú (Pokeepsie Films, Prime Video, Sony España). 2024 (estreno 8 de noviembre de 2024)
- 1992, la serie de Álex de la Iglesia (Pokeepsie Films, Netflix). 2024 (pendiente de estreno)
- Culpa tuya & Culpa nuestra de Domingo González (Pokeepsie Films, Prime Video). 2024 y 2025 (está última, pendiente de estreno)
- El cuarto pasajero de Álex de la Iglesia (Pokeepsie Films, Telecinco Cinema, Mediaset España, Movistar+). 2022
- The Unbearable Weight of Massive Talent de Tom Gormican (Lionsgate , Saturn Films). 2020
- El bar de Álex de la Iglesia (Pokeepsie films/Nadie es perfecto P.C./A3 Media). 2017
- Mi gran noche de Álex de la Iglesia (Producciones Enrique Cerezo). 2015
- Las brujas de Zugarramurdi de Álex de la Iglesia (Producciones Enrique Cerezo). 2013
- Niñ@s de Alfredo Montero (Producciones Alfredo Montero). 2008
- Isi & Disi: alto voltaje de Miguel Ángel Lamata. (Iberoamericana Films). 2007
- Torrente 3: el protector de Santiago Segura (Amiguetes Enterteinment). 2006
- Reinas de Manuel Gómez Pereira (Warner producciones). 2005

### Teatro
Además de su labor como actor, Jaime Ordóñez ejerce también de productor ejecutivo de los Autos Sacramentales que acomete en su tierra natal, Málaga. El Auto sacramental es un singular y emotivo género teatral declarado por la Unesco: patrimonio artístico y cultural de España. Y se representa en el interior de una Iglesia, casi siempre en la Cuaresma de Semana Santa.
- 'Auto del Resucitado' (Auto Sacramental. Iglesia de los Santos Mártires. Málaga. 2012). Director: Ricardo Pereira
- 'Auto de la Cruz' (Auto Sacramental. Iglesia de los Santos Mártires. Málaga. 2011). Director: Ricardo Pereira
- 'Auto de la Cruz' (Auto Sacramental. Colegiata de Santa María la Mayor. Antequera. 2010). Director: Ricardo Pereira
- 'Auto del Sepulcro Vacío" (Auto Sacramental. Colegiata de Santa María la Mayor. Antequera. 2009). Director: Ricardo Pereira
- 'Auto de la Pasión' (Auto Sacramental. Iglesia del Sagrado Corazón. Málaga 2008). Director: Ricardo Pereira
- 'Auto de la Cruz de Caravaca' (Auto Sacramental. Iglesia del Perpetuo Socorro. Madrid). Director: Ricardo Pereira
- Zona de choque (Comedia con tintes de melodrama. Teatro Muñoz Seca, Madrid. 2005/06/07). Director: Ricardo Pereira
- 'Auto de las barcas' (Auto Sacramental. Iglesia del Perpetuo Socorro. Madrid). Director: Ricardo Pereira
- La cena del rey Baltasar (Auto Sacramental. Iglesia del Perpetuo Socorro. Madrid). Director: Ricardo Pereira
- De sapos y princesas (Comedia romántica. Barcelona) Como director.
- Cuando Harry encontró a Sally (Comedia Musical. Teatro La Latina, Madrid). Director: Ricard Reguant
- 'Auto de las 4 estaciones' (Auto Sacramental. Iglesia de Madrid). Director: Ricardo Pereira

### Televisión
Ha intervenido en más de 35 series de ficción. Desde las más recientes 1992, la serie (Netflix), pendiente de estreno; Santuario (A3player), pendiente de estreno; Malaka (TVE), 30 monedas (HBO), Sabuesos (TVE),  La que se avecina (Tele5) o 'Señor, dame paciencia (A3player); hasta más antiguas como Esposados, Las chicas de oro (TVE), Acusados (Tele5), Física o química (Antena 3 TV) , Sin tetas no hay paraíso (Tele5), El síndrome de Ulises (Antena 3 TV), Aquí no hay quien viva (Antena 3 TV), Los Serrano, Mis adorables vecinos, Siete vidas, Hospital Central y Un paso adelante. 
Por otra parte, ha colaborado ininterrumpidamente con el humorista y actor José Mota  en La hora de Jose Mota en las 4 temporadas en TVE (2007-2011), así como en La noche de José Mota (2012-2013) en Telecinco, José Mota presenta... (2015) en TVE, en El acabose (2017) y, de nuevo, José Mota presenta... (2018) . 
Y en todos sus especiales de fin de año para Televisión Española.

## Premios y nominaciones

- Nominado mejor actor de reparto a los premios ASECAN 2018 del Cine Andaluz por su interpretación del personaje de Israel en el  El bar.
- Biznaga de plata en el XX Festival Cine de Málaga por su trabajo en la película El bar de Álex de la Iglesia que inauguró el Festival.
- Nominado mejor actor de reparto a los premios ASECAN 2018 del Cine Andaluz por su interpretación del personaje de Israel en el  El bar.
- Biznaga de plata en el XX Festival Cine de Málaga por su trabajo en la película El bar de Álex de la Iglesia que inauguró el Festival.

### Premios Feroz
| Año  | Categoría              | Película | Resultado |
| ---- | ---------------------- | -------- | --------- |
| 2018 | Mejor actor de reparto | El bar   | Nominado  |